# Cratère d'Amguid
Le cratère d'Amguid est un cratère d'impact météoritique circulaire situé dans le sud de l'Algérie à environ 236 km au Nord-Nord Ouest de la ville de Tamanrasset et à 105 km d'Amguid. Son diamètre est de 550 mètres et sa profondeur est d'environ 65 mètres.

## Origine
Amguid est un cratère plutôt jeune puisqu'il date de moins de 100 000 ans, soit l'époque géologique du Pléistocène. Il serait né à la suite de l'impact d'une météorite sur les formations sédimentaires du secteur. L'impact de la météorite a formé une couche de débris de 100 mètres de rayon autour du cratère.

## Description
Son diamètre est de 550 mètres et sa profondeur est d'environ 65 mètres,. Le cratère est formé de grès de l'époque géologique du Dévonien. Le dessus des murs du cratère est recouvert de grès de quelques mètres de diamètre. Le centre du cratère est composé d'une couche de limon compacté.
La structure ne présente pas de brèche ou de shatter cone apparents.